# Symphypleona
Ordre
Les Symphypleona sont un ordre de collemboles.

## Classification
Selon Checklist of the Collembola of the World :
- Sminthuridoidea Börner, 1906
  - Mackenziellidae Yosii, 1961
  - Sminthurididae Börner, 1906
- Katiannoidea Börner, 1913
  - Katiannidae Börner, 1913
  - Spinothecidae Delamare Deboutteville, 1961
  - Arrhopalitidae Stach, 1956
  - Collophoridae Bretfeld, 1999
- Sturmioidea Bretfeld, 1994
  - Sturmiidae Bretfeld, 1994
- Sminthuroidea Lubbock, 1862
  - Sminthuridae Lubbock, 1862
  - Bourletiellidae Börner, 1912
- Dicyrtomoidea Börner, 1906
  - Dicyrtomidae Börner, 1906

## Référence
- Börner, 1901 : Zur Kenntnis der Apterygoten-Fauna von Bremen und der Nachbardistrikte. Beitrag zu einer Apterygoten-Fauna Mitteleuropas. Abhandlungen des Naturwissenschaftlichen Vereins zu Bremen, vol. 17, n. 1, p. 1-140 (texte original).